# نيدرشتيتن
نيدراشتتن (بالألمانية: Niederstetten) هي بلدة ألمانية ومدينة تقع في ألمانيا في Main-Tauber-Kreis. يقدر عدد سكانها بـ 5,423 نسمة .

## المدن التوأمة
مدن شيرغيسفالده-كيرشاو ولو بليسيس بوشار هي مدن توأمة لـنيدراشتتن.